# Lamyctes adisi
Lamyctes adisi är en mångfotingart som beskrevs av Zalesskaja 1994. Lamyctes adisi ingår i släktet Lamyctes och familjen fåögonkrypare. Inga underarter finns listade i Catalogue of Life.